# Miani (Pakistan)
Pour les articles homonymes, voir Miani.
Miani (en ourdou : میانی) est une ville pakistanaise située dans le district de Sargodha, dans le nord de la province du Pendjab. C'est la onzième plus grande ville du district. Elle est située à près de quarante kilomètres au nord de Bhalwal.
La population de la ville a été multipliée par près de deux entre 1972 et 2017 selon les recensements officiels, passant de 9 930 habitants à 19 696. Entre 1998 et 2017, la croissance annuelle moyenne s'affiche à 2,2 %, semblable à la moyenne nationale de 2,4 %. Selon le recensement de 2023, la population de la ville monte à 40 781 habitants.
|            | 1972 (rec.) | 1981 (rec.) | 1998 (rec.) | 2017 (rec.) | 2023 (rec.) |
| ---------- | ----------- | ----------- | ----------- | ----------- | ----------- |
| Population | 9 930       | 9 768       | 13 008      | 19 696      | 40 781      |